# يوسف فعنونو
يوسف فعنونو (بالعبرية: יוסף ונונו / بالفرنسية: Yosef Vanunu، من مواليد 7 أغسطس 1945 بمدينة قلعة السراغنة بالمملكة المغربية) هو خبير اقتصادي والسياسي الإسرائيلي السابق من أصل يهودي مغربي الذي شغل منصب عضوا في الكنيست عن حزب العمل من عام 1992 وحتى عام 1996.
1. 1 2 3 4 5  "חה"כ יוסף ונונו" (بالعبرية). הכנסת.